# 1972 w muzyce
Wydarzenia muzyczne w 1972 roku.

## Wydarzenia
- 31 stycznia – Ponad 40 000 żałobników wyraża szacunek Mahali Jackson przy otwartej trumnie w Chicago Illinois w Wielkim Kościele Baptystów.
- 23 lutego – Elvis Presley i Priscilla Presley w separacji
- 11 listopada – Berry Oakley uległ wypadkowi motocyklowemu, w  wyniku którego zmarł[1]

## Urodzili się
- 5 stycznia – Sakis Ruwas, grecki piosenkarz, autor tekstów, kompozytor, gitarzysta, prezenter, producent muzyczny, aktor, model
- 6 stycznia – Nek, właśc. Filippo Neviani, włoski piosenkarz
- 7 stycznia – Marcin Bracichowicz, polski gitarzysta rockowy
- 10 stycznia – Tomasz Konieczny, polski śpiewak operowy (bas-baryton), aktor
- 19 stycznia – Jacek Olter, polski muzyk jazzowy, perkusista (zm. 2001)
- 21 stycznia
  - Yasunori Mitsuda, japoński kompozytor
  - Tweet, właśc. Charlene L. Keys, amerykańska piosenkarka, kompozytorka, wykonująca muzykę R&B, soul, neo soul
  - Cat Power, amerykańska wokalistka, gitarzystka i pianistka, autorka utworów muzycznych
- 27 stycznia – Mark Owen, angielski piosenkarz, członek i założyciel brytyjskiego popowego boysbandu Take That
- 29 stycznia – Anna Mikołajczyk-Niewiedział, polska śpiewaczka (sopran)
- 1 lutego – Taryn Fiebig, australijska śpiewaczka operowa (sopran) (zm. 2021)
- 3 lutego – Jesper Kyd, duński kompozytor muzyki do gier komputerowych oraz filmów
- 4 lutego – Vincent Walsh, kanadyjski aktor, scenarzysta, muzyk, kompozytor piosenek i gitarzysta
- 7 lutego – Aldona Dąbrowska, polska piosenkarka, autorka tekstów i producentka muzyczna
- 11 lutego – Kiriłł Pietrienko, rosyjski dyrygent
- 12 lutego – Sophie Zelmani, szwedzka piosenkarka i kompozytorka
- 13 lutego
  - Michał Dąbrówka, polski perkusista, muzyk sesyjny
  - Todd Harrell, amerykański basista rockowy, muzyk zespołu 3 Doors Down
- 14 lutego – Rob Thomas, amerykański piosenkarz, autor tekstów i muzyk
- 17 lutego
  - Billie Joe Armstrong, amerykański wokalista i gitarzysta grupy Green Day
  - Taylor Hawkins, amerykański perkusista rockowy, członek zespołu Foo Fighters (zm. 2022)
  - Lars-Göran Petrov, szwedzki perkusista, wokalista metalowy, członek zespołu Entombed (zm. 2021)
- 18 lutego – Wojciech Powaga-Grabowski, polski muzyk, gitarzysta i współzałożyciel zespołu Myslovitz
- 22 lutego
  - Katarzyna Groniec, polska piosenkarka i aktorka
  - Rolando Villazón, właśc. Emilio Rolando Villazón Mauleón, meksykańsko-francuski śpiewak operowy (tenor)
- 23 lutego – Joszko Broda, polski muzyk, multiinstrumentalista, producent muzyczny i kompozytor
- 29 lutego – Dave Williams, amerykański wokalista rockowy (zm. 2002)
- 1 marca
  - Marcin Bortnowski, polski kompozytor, wykładowca akademicki
  - Michał Sitarski, polski muzyk, gitarzysta
- 4 marca – Jorgos Mazonakis, grecki piosenkarz
- 5 marca – Luca Turilli, włoski muzyk i kompozytor
- 8 marca – Stanisław Barecki, rosyjski muzyk, aktor oraz showman
- 13 marca – Zbigniew Słowik, polski kompozytor, aranżer, pedagog i dyrygent
- 15 marca – Mark Hoppus, amerykański muzyk punkrockowy; basista i wokalista
- 17 marca
  - Melissa Auf der Maur, kanadyjska basistka i wokalistka rockowa
  - Sean Price, amerykański raper (zm. 2015)
- 19 marca – Hera Björk, islandzka piosenkarka i autorka tekstów
- 31 marca – Alejandro Amenábar, hiszpański reżyser filmowy, scenarzysta i kompozytor
- 4 kwietnia
  - Władimir Jurowski, rosyjski dyrygent
  - Jill Scott, amerykańska piosenkarka R&B, soulowa i jazzowa, autorka tekstów oraz kompozytorka; zdobywczyni nagród Grammy
- 7 kwietnia – Gianluca Grignani, włoski piosenkarz, gitarzysta i producent muzyczny
- 8 kwietnia
  - Paul Gray, amerykański gitarzysta basowy (zm. 2010)
  - Jarosław Jasiura, polski dyrygent, kompozytor i organista
  - Sascha Pierro, niemiecki piosenkarz, lider zespołu Marquess
- 9 kwietnia – RedOne, właśc. Nadir Khayat, szwedzki producent muzyczny i autor tekstów marokańskiego pochodzenia
- 12 kwietnia
  - Reyli Barba, meksykański wokalista i kompozytor
  - Agnieszka Makówka, polska śpiewaczka operowa (mezzosopran), operetkowa, musicalowa i aktorka
- 20 kwietnia
  - Carmen Electra, amerykańska aktorka, piosenkarka i modelka
  - Stephen Marley, jamajski muzyk; syn Boba Marleya
  - Željko Joksimović, serbski piosenkarz, kompozytor i producent muzyczny
- 21 kwietnia – Severina Vučković, chorwacka piosenkarka
- 23 kwietnia – Konrad Imiela, polski aktor teatralny, telewizyjny i filmowy, także kompozytor, autor tekstów piosenek i reżyser teatralny
- 24 kwietnia – Adam Leon Urbanowicz, polski pianista, kompozytor i aranżer
- 25 kwietnia – Mariusz Latek, polski dyrygent, śpiewak (tenor)
- 28 kwietnia – Helena Tulve, estońska kompozytorka
- 29 kwietnia – Anthony Rother, niemiecki kompozytor muzyki elektronicznej, producent muzyczny i właściciel wytwórni płytowych
- 1 maja – Sylwia Fabiańczyk-Makuch, polska dyrygent i pedagog
- 2 maja – Krzysztof Kieliszkiewicz, polski gitarzysta basowy, muzyk Lady Pank
- 4 maja – Mike Dirnt, amerykański basista, muzyk grupy Green Day
- 6 maja – Artur Rojek, polski muzyk rockowy, założyciel i pierwszy lider Myslovitz
- 8 maja – Darren Hayes, australijski piosenkarz i autor tekstów
- 9 maja – Cezary Zybała-Strzelecki, polski muzyk rockowy, wokalista zespołu Oddział Zamknięty
- 15 maja – David Charvet, francuski aktor i piosenkarz
- 16 maja – Michael Falzon, australijski aktor, piosenkarz i producent (zm. 2020)
- 18 maja
  - Edu Falaschi, brazylijski wokalista i gitarzysta metalowy, kompozytor i producent muzyczny
  - Alaksandr Kulinkowicz, białoruski muzyk punk rockowy, wokalista, autor muzyki i tekstów (zm. 2018)
- 19 maja – Jeroen Tel, holenderski kompozytor muzyki elektronicznej
- 20 maja
  - Busta Rhymes, amerykański raper
  - Andreas Lundstedt, szwedzki piosenkarz, członek zespołu Alcazar
- 21 maja – The Notorious B.I.G., właśc. Christopher Wallace, amerykański raper (zm. 1997)
- 29 maja
  - Iis Dahlia, indonezyjska piosenkarka dangdut, aktorka
  - Közi, japoński artysta z nutru visual kei grający na gitarze, fortepianie, keyboardzie i syntezatorze
- 31 maja – Christian McBride, amerykański basista jazzowy
- 3 czerwca – Yuni Shara, właśc. Wahyu Setyaning Budi, indonezyjska piosenkarka
- 4 czerwca
  - Nikka Costa, amerykańska piosenkarka śpiewająca muzykę funk, soul, blues
  - Nino Porzio, włoski piosenkarz i aktor
- 5 czerwca
  - Paweł Joks, polski dyrygent, nauczyciel akademicki
  - Paweł Kotla, polski dyrygent
- 6 czerwca – Cristina Scabbia, włoska wokalistka rockowa; muzyk grupy Lacuna Coil; felietonistka rockowego magazynu „Revolver”
- 8 czerwca
  - Steinar Sverd Johnsen, norweski muzyk metalowy, kompozytor i klawiszowiec zespołu Arcturus
  - Alice Martineau, brytyjska piosenkarka i autorka tekstów (zm. 2003)
- 12 czerwca
  - Bounty Killer, jamajski muzyk reggae, dancehall i DJ
  - Grzegorz Kopala, polski kompozytor, wokalista, klawiszowiec, aranżer muzyczny i wokalny, gitarzysta, klawiszowiec, skrzypek, akordeonista
- 15 czerwca – Dorota Serwa, polska muzykolog i menedżer kultury
- 18 czerwca
  - Infernus, norweski muzyk, kompozytor, wokalista i autor tekstów; założyciel blackmetalowej grupy muzycznej Gorgoroth
  - Anu Tali, estońska dyrygentka
- 19 czerwca – Jean Dujardin, francuski aktor i scenarzysta filmowy, teatralny, radiowy i telewizyjny, piosenkarz
- 21 czerwca – Serena Daolio, włoska sopranistka
- 22 czerwca – Tomasz Lubert, polski kompozytor, gitarzysta i producent muzyczny
- 25 czerwca – Mike Kroeger, kanadyjski basista zespołu Nickelback
- 26 czerwca – Jussi Sydänmaa, fiński muzyk i instrumentalista, gitarzysta zespołu Lordi
- 27 czerwca – Cristián Cuturrufo, chilijski trębacz jazzowy (zm. 2021)
- 29 czerwca – Sakis Tolis, grecki wokalista, gitarzysta i klawiszowiec; współzałożyciel i lider grupy Rotting Christ
- 1 lipca – Anna Zalewska-Ciurapińska, polska wokalistka i współkompozytorka w zespole Big Day
- 4 lipca
  - Nina Badrić, chorwacka piosenkarka i autorka tekstów
  - Jolanta Sip, polska wokalistka, kompozytorka i autorka tekstów
- 10 lipca – Tilo Wolff, niemiecki muzyk, kompozytor i wokalista
- 17 lipca – Wojciech Wentura, polski śpiewak (tenor)
- 18 lipca
  - Abel Korzeniowski, polski muzyk, kompozytor filmowy i teatralny
  - Artur Szklener, polski muzykolog, nauczyciel akademicki i menedżer kultury
- 19 lipca – Patrycja Kosiarkiewicz, polska wokalistka, kompozytorka i tekściarka
- 20 lipca – Colleen Fitzpatrick, amerykańska wokalistka, aktorka, tancerka, znana również jako Vitamin C
- 29 lipca – Anssi Kela, fiński piosenkarz, autor tekstów, muzyk, producent muzyczny, pisarz i kierowca wyścigowy
- 31 lipca – Renata Dąbkowska, polska wokalistka
- 2 sierpnia – Justyna Steczkowska, polska wokalistka, skrzypaczka i dziennikarka
- 3 sierpnia – Jorge Luis Pila, kubański aktor, tancerz, model i piosenkarz
- 5 sierpnia – Litefoot, właśc. Gary Paul Davis, amerykański raper indiańskiego pochodzenia, aktor filmowy i telewizyjny
- 9 sierpnia
  - Bang Si-hyuk, południowokoreański autor tekstów, kompozytor, producent i dyrektor muzyczny
  - Juanes, właśc. Juan Esteban Aristizábal Vásquez, kolumbijski piosenkarz, gitarzysta i autor tekstów
- 10 sierpnia – Christofer Johnsson, szwedzki wokalista, gitarzysta, instrumentalista, perkusista i kompozytor
- 11 sierpnia – Ka, amerykański raper (zm. 2024)
- 17 sierpnia – Ty, brytyjski raper (zm. 2020)
- 29 sierpnia
  - Filip Jaślar, polski skrzypek, członek Grupy MoCarta
  - Michael Simon, niemiecki DJ, remikser i producent muzyczny, członek zespołu Scooter
- 30 sierpnia – Marcin Nałęcz-Niesiołowski, polski dyrygent
- 1 września – Paweł Bębenek, polski śpiewak, kompozytor, dyrygent
- 9 września – Michał Wiśniewski, polski wokalista i autor tekstów, lider Ich Troje
- 10 września – Bledar Sejko, albański gitarzysta, piosenkarz i kompozytor
- 20 września – Dorota Jarema, polska wokalistka i skrzypaczka
- 26 września – Robert Amirian, polski kompozytor pochodzenia ormiańskiego, autor tekstów, wokalista, producent muzyczny, gitarzysta i basista
- 27 września – Lhasa de Sela, amerykańsko-meksykańska wokalistka (zm. 2010)
- 28 września – Aivaras Stepukonis, litewski piosenkarz, kompozytor i realizator dźwięku
- 1 października – Janusz Jastrzębowski, polski perkusista rockowy
- 5 października – Mariusz Anikiej, polski muzyk i piosenkarz, współzałożyciel zespołu Akcent
- 6 października
  - Anders Iwers, szwedzki basista metalowy, kompozytor; muzyk zespołu Tiamat
  - Robert Klatt, polski piosenkarz, muzyk zespołu Classic i prezenter telewizyjny
- 7 października – Sidney Polak, polski piosenkarz, autor tekstów, perkusista, muzyk zespołu T.Love, kompozytor, producent muzyczny, inżynier dźwięku i dziennikarz radiowy
- 9 października – Terry Balsamo, amerykański gitarzysta
- 11 października – Tamara Gee, amerykańsko-polska piosenkarka
- 13 października – Anna Armatys, polska wiolonczelistka
- 15 października
  - Kuba Jabłoński, polski muzyk, perkusista, m.in. Lady Pank
  - Sandra Kim, belgijska piosenkarka
- 17 października – Eminem, właśc. Marshall Bruce Mathers III, amerykański raper, aktor oraz producent muzyczny
- 28 października – Brad Paisley, amerykański piosenkarz muzyki country i autor tekstów
- 4 listopada – Mariusz Kwiecień, polski śpiewak operowy (baryton)
- 9 listopada
  - Novia Kolopaking, właśc. Novia Sanganingrum Saptarea Kolopaking, indonezyjska aktorka i piosenkarka
  - Wojciech Kuderski, polski perkusista grający w Myslovitz
- 10 listopada
  - Nic Chagall, niemiecki DJ i producent muzyczny, członek duetu Cosmic Gate
  - Monika Wilkiewicz, polska dyrygentka i pedagog
- 14 listopada
  - Malik B., amerykański raper, członek grupy The Roots (zm. 2020)
  - Edyta Górniak, polska wokalistka
  - Michał Zieliński, polski podoficer piechoty Wojska Polskiego, muzyk, wykładowca i poeta; autor piosenki „Serce w plecaku” (ur. 1905)
- 15 listopada
  - Jacek Lachowicz, polski klawiszowiec i producent muzyczny
  - Poppy Mercury, właśc. Poppy Yusfidawaty, indonezyjska piosenkarka (zm. 1995)
- 20 listopada – Thomas Petersson, szwedzki muzyk metalowy, kompozytor i instrumentalista
- 27 listopada – Karim Martusewicz, polski kontrabasista i gitarzysta basowy
- 29 listopada – Roger Shah, niemiecki DJ i producent muzyczny
- 4 grudnia – Dr. Kucho!, hiszpański DJ i producent muzyczny
- 6 grudnia – Alex Callier, belgijski basista i klawiszowiec zespołu Hooverphonic
- 9 grudnia – Tré Cool, właśc. Frank Edwin Wright III, amerykański muzyk, perkusista zespołu Green Day
- 14 grudnia – Krzysztof Drzewiecki, polski muzyk (organista), śpiewak operowy (tenor) (zm. 2006)
- 18 grudnia – Eimear Quinn, irlandzka piosenkarka
- 19 grudnia
  - De Coy, właśc. Katarzyna Smoczyńska, polska wokalistka rockowa
  - Alyssa Milano, amerykańska aktorka i piosenkarka
- 22 grudnia – Vanessa Paradis, francuska piosenkarka, aktorka i modelka
- 23 grudnia – Lukas Loules, niemiecki kompozytor, autor tekstów piosenek, producent muzyczny i piosenkarz

## Zmarli
- 1 stycznia – Maurice Chevalier, francuski piosenkarz i aktor (ur. 1888)
- 10 stycznia – Al Goodman, amerykański dyrygent, kierownik muzyczny, aranżer, pianista i kompozytor pochodzenia rosyjskiego (ur. 1890)
- 13 stycznia – Edward Fiszer, polski poeta, autor tekstów piosenek, librecista (ur. 1916)
- 26 stycznia – Władimir Jurowski, rosyjski kompozytor (ur. 1915)
- 27 stycznia – Mahalia Jackson, amerykańska wokalistka śpiewająca gospel (ur. 1911)
- 30 stycznia – Karel Boleslav Jirák, czeski kompozytor i dyrygent (ur. 1891)
- 31 stycznia – István Szelényi, węgierski kompozytor i pianista (ur. 1904)
- 11 lutego – Marian Hemar, polski poeta, satyryk, autor tekstów piosenek (ur. 1901)
- 17 lutego – Gawriił Popow, gruziński kompozytor (ur. 1904)
- 19 lutego – Lee Morgan, amerykański trębacz jazzowy i przedstawiciel hard bopu (ur. 1938)
- 1 marca – Vladimir Golschmann, francusko-amerykański dyrygent pochodzenia rosyjskiego (ur. 1893)
- 2 marca – Erna Sack, niemiecka śpiewaczka operowa (sopran) (ur. 1898)
- 3 marca – Elisabetta Oddone, włoska kompozytorka, organistka i śpiewaczka (mezzosopran) (ur. 1878)
- 4 kwietnia – Stefan Wolpe, amerykański kompozytor i pedagog pochodzenia niemieckiego (ur. 1902)
- 29 kwietnia – Manfred Gurlitt, niemiecki dyrygent i kompozytor (ur. 1890)
- 24 maja – Miguel Caló, argentyński bandoneonista, szef orkiestry tanga argentyńskiego, kompozytor (ur. 1907)
- 8 czerwca – Jimmy Rushing, amerykański wokalista bluesowy (ur. 1902)
- 9 czerwca – Tadeusz Wesołowski, polski kompozytor i akordeonista (ur. 1918)
- 13 czerwca – Clyde McPhatter, afroamerykański piosenkarz związany z gatunkiem rhythm and blues, leader grupy The Drifters (ur. 1932)
- 14 czerwca – Kazimierz Czekotowski, polski śpiewak, aktor i pedagog (ur. 1901)
- 10 lipca – Jean Madeira, amerykańska śpiewaczka operowa (sopran) (ur. 1918)
- 22 lipca
  - Pavel Bořkovec, czeski kompozytor muzyki poważnej (ur. 1894)
  - Stefan Wrocławski, polski kompozytor, organista, dyrygent i pedagog (ur. 1899)
- 28 lipca
  - Mieczysława Ćwiklińska, polska aktorka teatralna i filmowa, śpiewaczka (sopran) (ur. 1879)
  - Helen Traubel, amerykańska śpiewaczka (sopran dramatyczny), aktorka i artystka kabaretowa (ur. 1899)
- 2 sierpnia – Rudolph Ganz, amerykański pianista, dyrygent i kompozytor pochodzenia szwajcarskiego (ur. 1877)
- 7 sierpnia – Zdzisław Jahnke, polski skrzypek, kameralista, dyrygent, pedagog (ur. 1895)
- 14 sierpnia – Oscar Levant, amerykański aktor, pianista i kompozytor (ur. 1906)
- 23 sierpnia – Balys Dvarionas, litewski kompozytor, pianista i dyrygent (ur. 1904)
- 28 sierpnia – René Leibowitz, francuski kompozytor, dyrygent, teoretyk muzyki i pedagog (ur. 1913)
- 9 września – Adam Dołżycki, polski dyrygent, dyrektor teatrów operowych (ur. 1886)
- 11 września – Eduard Flipse, holenderski dyrygent (ur. 1896)
- 15 września – Ulvi Cemal Erkin, turecki kompozytor (ur. 1906)
- 19 września – Robert Casadesus, francuski pianista i kompozytor (ur. 1899)
- 19 października – Fatma Muxtarova, radziecka śpiewaczka operowa (mezzosopran) pochodzenia azerskiego (ur. 1893)
- 11 listopada – Berry Oakley, amerykański basista, jeden z założycieli The Allman Brothers Band[1] (ur. 1948[2])
- 12 listopada – Rudolf Friml, amerykański kompozytor i pianista pochodzenia czeskiego (ur. 1879)
- 22 listopada – Imre Ungár, węgierski pianista i pedagog muzyczny; laureat II nagrody na II Międzynarodowym Konkursie Pianistycznym im. Fryderyka Chopina (ur. 1909)
- 30 listopada – Hans Erich Apostel, austriacki kompozytor muzyki poważnej (ur. 1901)
- 5 grudnia – Kenny Dorham, amerykański trębacz, kompozytor i wokalista jazzowy (ur. 1924)
- 15 grudnia – Herbert Eimert, niemiecki teoretyk muzyki, kompozytor, krytyk muzyczny i pedagog (ur. 1897)
- 26 grudnia – Umar Dimajew, czeczeński akordeonista i kompozytor (ur. 1908)

## Albumy

### polskie
- Nowy wspaniały świat – 2 plus 1
- Karate – Breakout
- Droga za widnokres – Marek Grechuta
- Stenia 3 – Stenia Kozłowska
- Naga – Niebiesko-Czarni
- Strange Is This World – Czesław Niemen
- Nie zapomnisz nigdy – Jerzy Połomski
- Wyznanie – Maryla Rodowicz
- Magda Umer – Magda Umer

### zagraniczne
- War Heroes – Jimi Hendrix
- Hendrix in the West – Jimi Hendrix
- Vol. 4 – Black Sabbath
- Slade Alive! – Slade
- Slayed? – Slade
- The Rise and Fall of Ziggy Stardust and the Spiders from Mars – David Bowie
- Get on the Good Foot – James Brown
- Squawk – Budgie
- ChicagoⅤ – Chicago
- Live Cream Volume II – Cream
- Filles de Kilimanjaro – Miles Davis
- Machine Head – Deep Purple
- Made in Japan (live) – Deep Purple
- Bare Trees – Fleetwood Mac
- Foxtrot – Genesis
- Ben – Michael Jackson
- Got to Be There – Michael Jackson
- Thick as a Brick – Jethro Tull
- Earthbound – King Crimson
- Larks’ Tongues in Aspic – King Crimson
- Matching Mole – Matching Mole
- Obscured by Clouds – Pink Floyd
- Transformer – Lou Reed
- Lonesome Crow – Scorpions (debiut)
- Fifth – Soft Machine
- The Slider – T. Rex
- Close to the Edge – Yes
- Fragile – Yes
- Harvest – Neil Young
- Bing ’n’ Basie – Bing Crosby i Count Basie
- Rhythm On The Range – Bing Crosby
- I’ll Sing You a Song of the Islands – Bing Crosby
- Dino – Dean Martin
- Garden Party – Ricky Nelson i Stone Canyon Band

## Muzyka poważna
- Powstaje Orpheus Lukasa Fossa
- Powstaje La Grotte des Vents (The Cave of the Winds) Lukasa Fossa
- Powstaje Three Airs for Frank O’Hara’s Angel Lukasa Fossa

## Film muzyczny
- Elvis On Tour – (Elvis Presley)

## Nagrody
- Konkurs Piosenki Eurowizji 1972
  - „Après toi”, Vicky Leandros